# Jaha's Promise
 Jaha's Promise es una película documental de Gambia, Estados Unidos y Reino Unido filmada en colores dirigida por Kate O'Callaghan y Patrick Farrelly sobre su propio guion que se estrenó el 16 de marzo de 2017 en el marco del Festival Internacional del Cine Documental de Copenhague. La película trata el tema de la mutilación genital femenina y fue exhibida también en otros festivales, como el Festival Internacional de Documentales de Sheffield el 10 de junio de 2017 y el Festival de Cine de Mill Valley el 9 de octubre del mismo año.

## Sinopsis
El documental relata la historia personal de Jaha Dukureh, una mujer que pese a recibir educación desde niña, no se dio cuenta de que había sufrido la mutilación genital femenina hasta tener 15 años y ser forzada por su familia a casarse en Nueva York con un hombre de 40 años, en un matrimonio arreglado conforme la tradición de su país de origen, Gambia; finalmente escapó de ese vínculo y pudo continuar su educación y relacionarse con grupos de derechos de las mujeres. A partir de allí decidió luchar contra esa práctica en su país de origen y en todo lugar donde exista, para lugar viajó por Gambia y por otros países del mundo para llevar su mensaje.

## Comentarios
Aoife Ellis Bagnall dijo del filme:

” Es una película hermosa y subestimada. Aunque documenta una de las prácticas más brutales llevadas a cabo en las mujeres, la atención se centra en la propia Jaha y su viaje personal sin la necesidad de confiar en el sensacionalismo del acto grotesco. Ella sola capta la atención del público, ya que nos sorprende lo mucho que ha hecho a una edad tan joven. La compasión y los tonos comprensivos del documental también lo resisten en gran medida. Refleja los deseos de Jaha de educar pero no culpar. Nos presentan a los creyentes y practicantes de la mutilación genital femenina, pero ninguno se presenta de manera vil. En cambio, se nos alienta a ver sus puntos de vista sin juzgar, pero con el entendimiento de que esta es la única forma en que lo saben.

Annabel Iwegbue opinó:

”Es un ejemplo modelo de cómo resaltar luchas impensables sin explotar a los sujetos….Una historia que expone la cultura profundamente arraigada de la mutilación genital femenina en Gambia, Jaha’s Promise destaca cuánto castigo puede ser el simple hecho de ser mujer en la sociedad. Las víctimas no son estadísticas, son personalidades completamente desarrolladas, y está claro que están lejos de la minoría en su sociedad ... Su búsqueda es aún más impactante debido a su experiencia personal. Quiere poner fin a esta tradición tóxica para su hija, y por eso, para todas las generaciones futuras.Tener a Jaha como la voz principal en esta película es una parte muy importante de su mensaje”

Joseph Pomp dijo:

” La prevalencia de la superstición sobre la educación es a la vez fascinante y desgarradora. "Si una mujer no está circuncidada", pregunta una partera y circuncisor que encuentran en la calle, "¿cómo va a dar a luz al bebé?"... De hecho, la fuerza considerable de la película radica en su mensaje incontrovertiblemente convincente.

## Premios y nominaciones
Festival Internacional del Cine Documental de Copenhague 2017
- Jaha's Promise nominada al Premio F:ACT[7]

Festival Internacional de Documentales de Sheffield, 2017
- Jaha's Promise nominada al Premio del Jurado de la Juventud